# Ініотеф VI
Ініотеф VI — давньоєгипетський фараон з XVII династії, який правив Верхнім Єгиптом за часів панування гіксосів.